# Stiege
Stiege és un poble i un antic municipi en el districte de Harz, en Saxònia-Anhalt, Alemanya. Des de l'1 de gener de 2010, és part de la ciutat Oberharz am Brocken. A 1 de gener de 2010 tenia 1083 habitants.

## Transport
El poble té una estació del Ferrocarril de la Vall del Selke, que és part dels Ferrocarrils de via estreta del Harz (HSB).

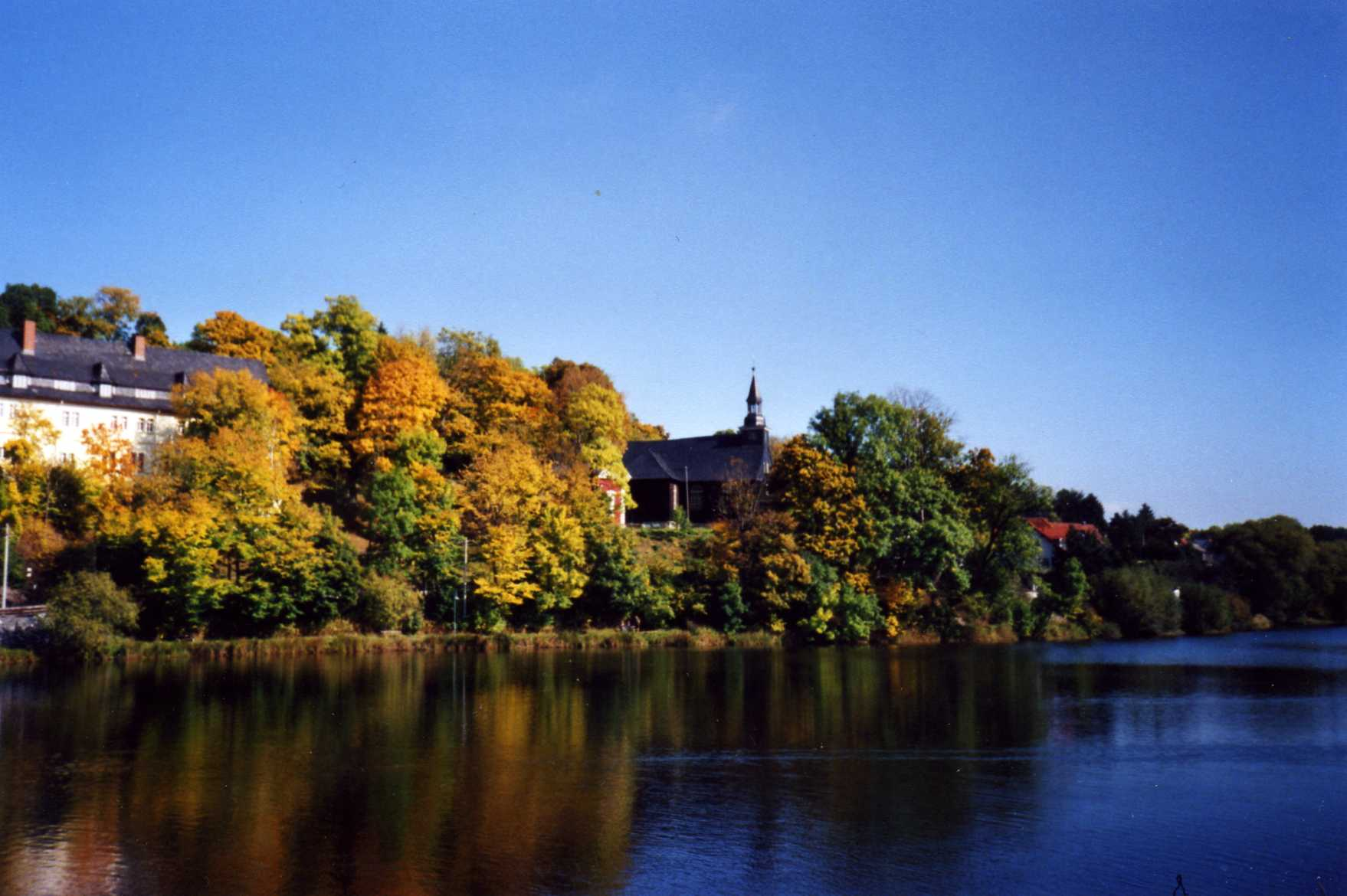
Església de Stiege
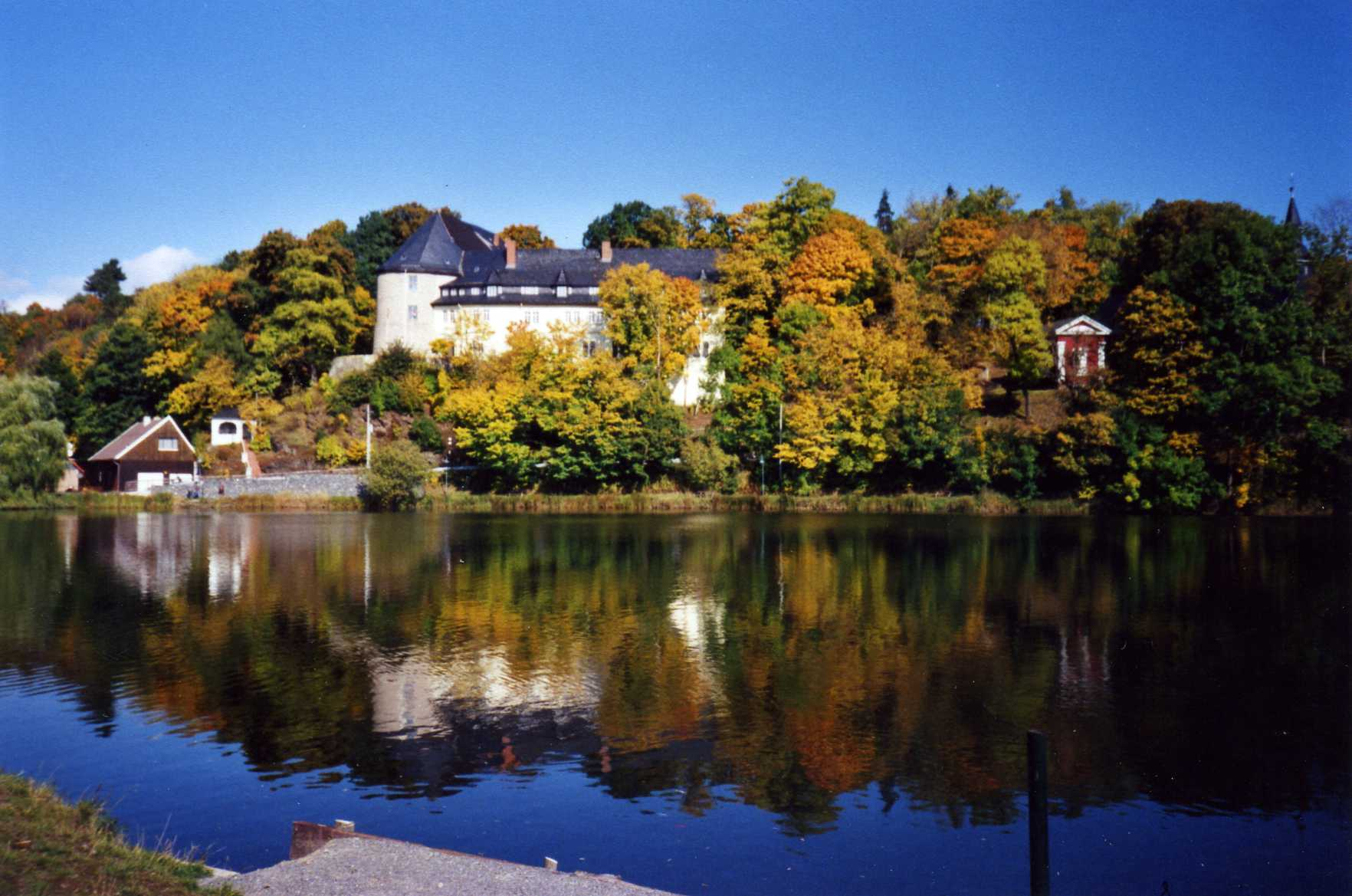
Pavelló de caça de Stiege
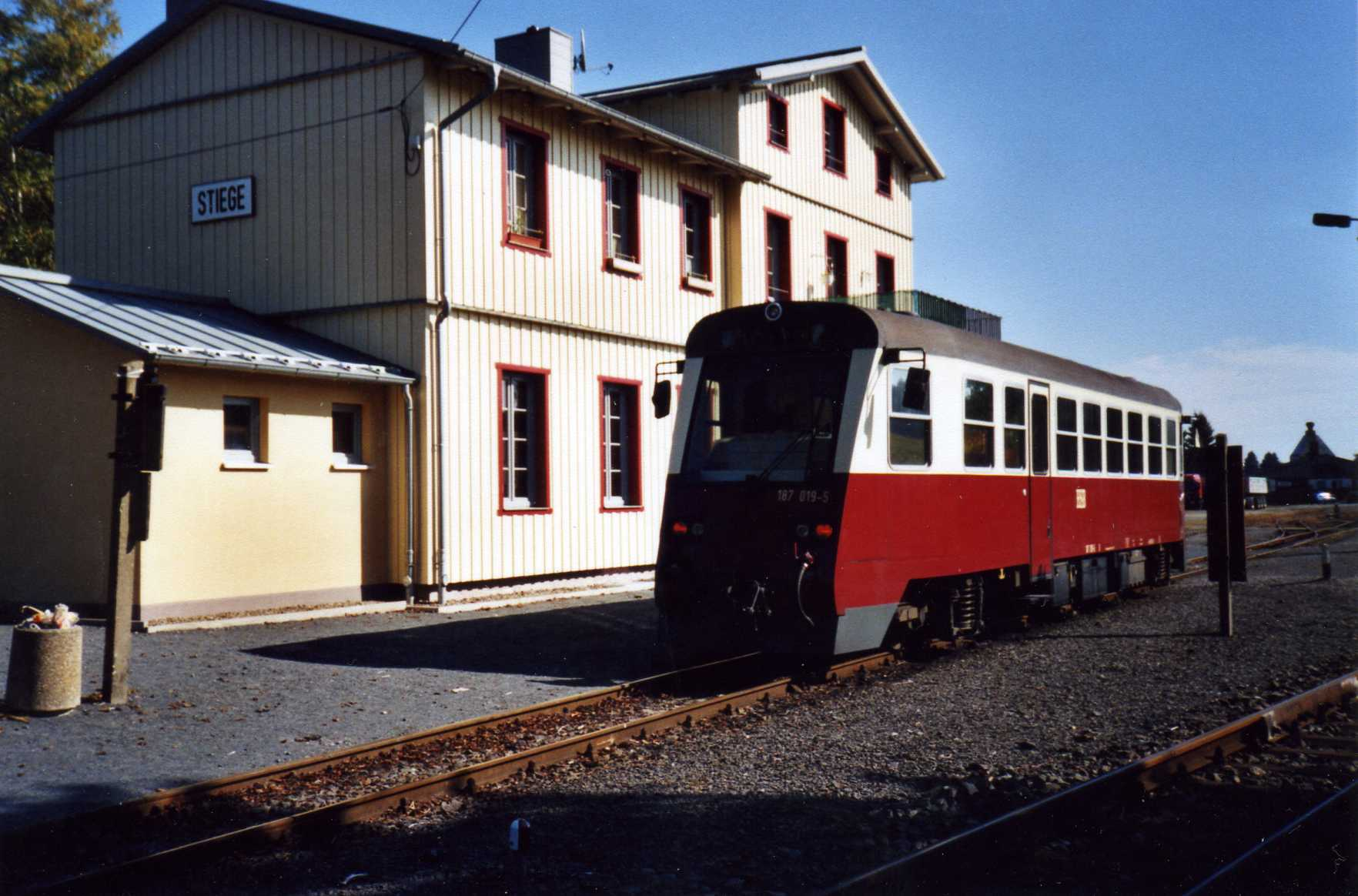
Estació de Stiege
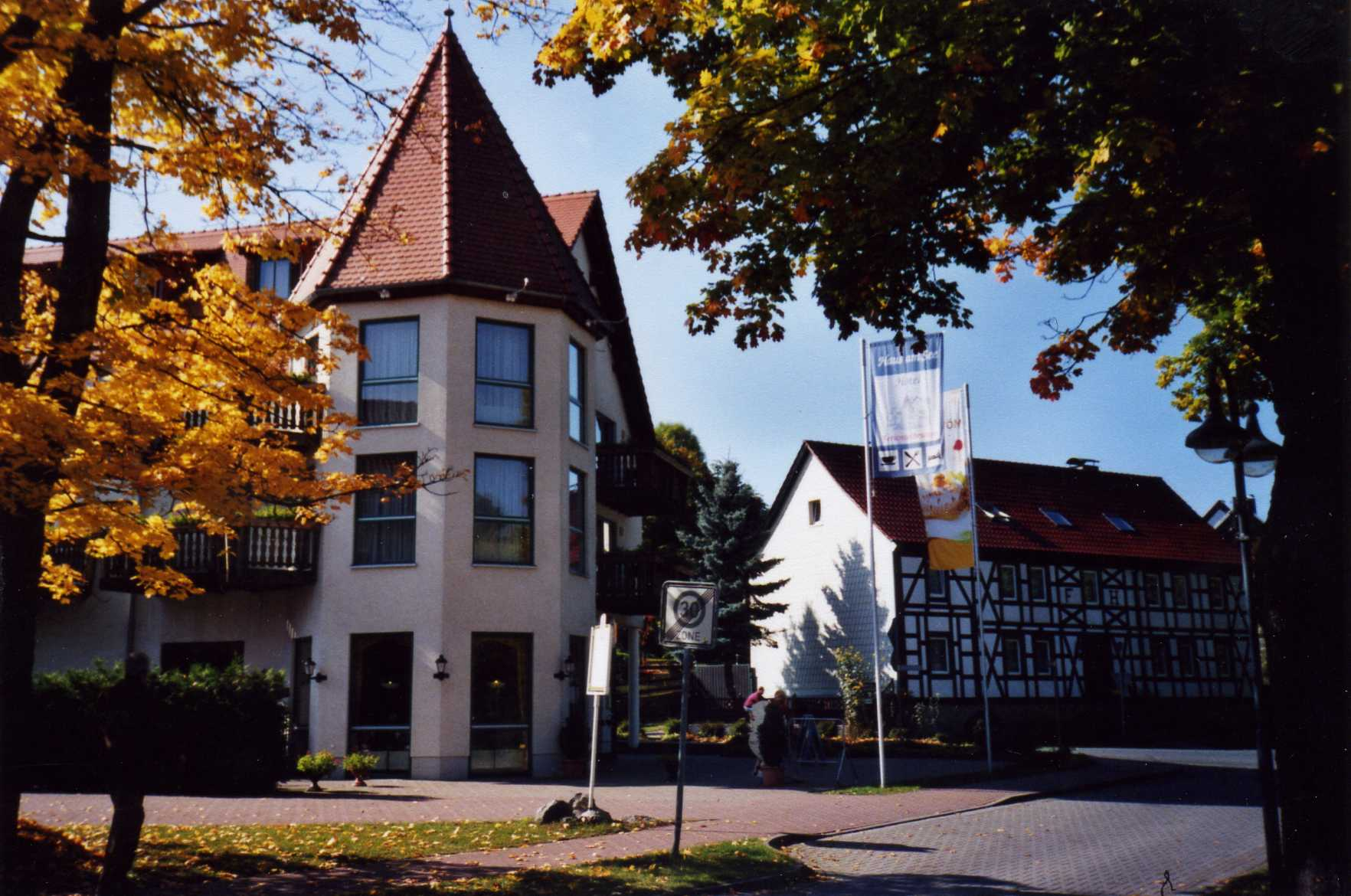
Hotel "Haus am See" al centre

## Llocs externs
- Rekonstruktionszeichnung der Burg Stiege Arxivat 2016-09-19 a Wayback Machine. de Wolfgang Braun